# Sebastião Marcos Mabote
Sebastião Chinguane Marcos Mabote (* 18. Mai 1941 in Chicumbane, Provinz Gaza; † 27. Januar 2001 in Bilene Macia, Provinz Gaza) war ein mosambikanischer Generaloberst und Politiker.

## Biografie
Mabote wurde 1963 Mitglied der ein Jahr zuvor von Eduardo Mondlane, Samora Machel und Joaquim Alberto Chissano gegründeten Frente da Libertação de Moçambique (FRELIMO) und stieg während des Unabhängigkeitskampfs zu einem der führenden Kommandeure der Befreiungsbewegung auf und war zum Ende des Unabhängigkeitskrieges gegen Portugal Chef der militärischen Operationen der FRELIMO.
Nach der Souveränität Mosambiks von Portugal am 25. Juni 1975 wurde er Stellvertretender Verteidigungsminister in der Regierung von Präsident Samora Machel sowie zugleich Chef des Stabes der Streitkräfte. Nach der Einführung von Dienstgraden wurde er zum Generaloberst befördert.
Nach dem Tode von Machel bei einem Flugzeugabsturz war er vom 19. Oktober bis zum 6. November 1986 Mitglied der Provisorischen Regierung.
Im Juni 1991 wurde er verhaftet und musste sich im August 1992 in einem Verfahren vor dem Obersten Gericht verantworten, nachdem gegen ihn Anklage wegen einer Verschwörung zum Sturz der Regierung von Joaquim Chissano erhoben wurde. Nach einem nur dreiwöchigen Verfahren wurde er jedoch vom Obersten Gericht freigesprochen. Mabote warf rechtsgerichteten Opportunisten innerhalb der Streitkräfte vor, ihn schädigen zu wollen.
Nach der Demobilisierung schied er 1994 aus dem aktiven Militärdienst aus und wurde bei den allgemeinen Wahlen 1994 als Kandidat der FRELIMO zum Abgeordneten der Versammlung der Republik von Mosambik gewählt sowie 1999 erneut als Vertreter seiner Heimatprovinz Gaza wiedergewählt.
Mabote, der auch Leiter der Abteilung Verteidigung und Sicherheit der FRELIMO war, starb am 27. Januar 2001 bei einem Badeunfall in der Lagune von Bilene Macia.